# Angellot Caro
Angellot Alexander Caro Garcés (Bogotà, 3 dicembre 1988) è un ex giocatore di calcio a 5 colombiano.

## Carriera
Originario del quartiere Tunjuelito, ha iniziato a giocare a 11 anni spostandosi poi in numerose squadre di Bogotà. Con la nazionale colombiana ha disputato due edizioni della Coppa del Mondo e tre di Copa América.

## Palmarès

### Competizioni nazionali
- Liga Colombiana de Fútbol Sala: 2

Real Bucaramanga: Apertura 2014, Clausura 2015